# Albpetrol Patos
KF Albpetrol Patos – albański klub piłkarski, mający siedzibę w mieście Patos, na zachodzie kraju. Obecnie występuje w Kategoria e Dytë. 

## Historia
Chronologia nazw:
- 1946: KS Punëtori Patos
- 1949: KS Patosi
- 1950: KS Puna Patos
- 1958: KS Punëtori Patos
- 1992: KS Albpetrol Patos
- 201?: KF Albpetrol Patos

Klub sportowy Punëtori został założony w miejscowości Patos 30 listopada 1946 roku. Na początku istnienia zespół brał udział w lokalnych rozgrywkach. Po wznowieniu rozgrywek w drugiej lidze klub został przemianowany na KS Patosi i startował w Kategoria e Dytë. W 1950 zmienił nazwę na Puna Patos (puna oznacza praca), a w 1958 wrócił do nazwy Punëtori (punëtori oznacza warsztat).
Najpierw grał w trzeciej lub drugiej lidze. W sezonie 1973/74 najpierw zwyciężył w grupie B Kategoria e Dytë, a potem w finale wygrał 1:0 ze zwycięzcą grupy A Apolonia Fier, zdobywając historyczny awans do najwyższej ligi albańskiej. W sezonie 1974/75 debiutował w Kategoria e Parë, ale po zajęciu ostatniego 14.miejsca, natychmiast opuścił pierwszą ligę. W sezonie 1975/76 był drugi w grupie A jednak nie otrzymał licencji do gry w drugiej lidze i został zdegradowany do Kategoria e Tretë, w której grał do 1989 roku, z wyjątkiem sezonu 1979/80.
Dopiero w 1992 roku zespołowi udało się powrócić do Kategoria e Parë, po tym jak głównym sponsorem klubu stała się lokalna firma energetyczna Albpetrol, a nazwa klubu została zmieniona na Albpetrol Patos. W sezonie 1991/92 klub wygrał najpierw grupę B w Kategoria e Dytë, potem w rundzie drugiej zwyciężył w grupie A, a w rundzie trzeciej przeszedł od ćwierćfinału do finału, aby przegrać w rzutach karnych mistrzostwo ligi z Sopoti Librazhd (wynik 1:1). W sezonie 1992/93 zespół zajął 9.miejsce w Kategoria e Parë oraz dotarł do finału Pucharu Albanii, gdzie został pokonany przez Partizana (1:0). Ale ponieważ klub stołeczny został również mistrzem Albanii i zakwalifikował się do Pucharu Europy, Albpetrol kwalifikował się do gry w Pucharze Zdobywców Pucharów sezonu 1993/1994. Jednak już w rundzie kwalifikacyjnej albański klub uległ w dwumeczu z FC Balzers z Liechtensteinu 3:1 (3:1; 0:0) i zakończył sezon Euro. Sezon 1997/98 klub zakończył na ostatniej 18.pozycji i został zdegradowany do drugiej ligi, która zmieniła nazwę na Kategoria e Parë. W 2003 roku zespół spadł do trzeciej ligi. W sezonie 2012/13 wygrał najpierw grupę B, a potem w finale pokonał 3:0 Veleçiku Koplik. Jednak nie udało się utrzymać w drugiej lidze. Ostatnie 16.miejsce w Kategoria e Parë sezonu 2013/14 spowodowało spadek do Kategoria e Dytë.

## Barwy klubowe, strój
| Granatowy | Biały |

Klub ma barwy granatowo-białe. Zawodnicy domowe spotkania zazwyczaj grają w pasiastych pionowo biało-czarnych koszulkach, białych spodenkach oraz białych getrach.

## Sukcesy

### Trofea międzynarodowe
| \| \| Zdobyte trofea w rozgrywkach międzynarodowych (stan na: 31-05-2019) \| |                                                                     |      |          |
| Rozgrywki                                                                    | Osiągnięcie                                                         | Razy | Sezon(y) |
| · Puchar Zdobywców                                                           | zdobywca                                                            | 0    |          |
| · Puchar Zdobywców                                                           | finalista                                                           | 0    |          |
| · Puchar Zdobywców                                                           | runda kw.                                                           | 1    | 1993/94  |
| FIFA                                                                         | Zdobyte trofea w rozgrywkach międzynarodowych (stan na: 31-05-2019) |      |          |

### Trofea krajowe
| \| \| Zdobyte trofea w rozgrywkach Albanii (stan na: 31-05-2019) \| |                                                            |      | |
| Rozgrywki                                                           | Osiągnięcie                                                | Razy | Sezon(y) |
| Mistrzostwo                                                         | I miejsce                                                  | 0    | |
| Mistrzostwo                                                         | II miejsce                                                 | 0    | |
| Mistrzostwo                                                         | III miejsce                                                | 0    | |
| Mistrzostwo                                                         | 6.miejsce                                                  | 1    | 1994/95 |
| Puchar                                                              | zdobywca                                                   | 0    | |
| Puchar                                                              | finalista                                                  | 1    | 1992/93 |
| II liga                                                             | I miejsce                                                  | 1    | 1973/74 |
| II liga                                                             | II miejsce                                                 | 4    | 1975/76 (gr.A), 1989/90 (gr.C), 1991/92, 1998/99                                                                      |
| II liga                                                             | III miejsce                                                | 7    | 1968 (gr.B), 1969/70 (gr.B), 1971/72 (gr.B), 1990/91 (gr.B), 2000/01 (gr.Jugut), 2001/02 (playoff A), 2002/03 (gr.B3) |
| Albania                                                             | Zdobyte trofea w rozgrywkach Albanii (stan na: 31-05-2019) |      | |

- Kategoria e Dytë (D3):
  - mistrz (3x): 1962/63, 1964/65, 2012/13
  - wicemistrz (6x): 1978/79, 1982/83 (gr.B), 1983/84 (gr.C), 1984/85 (gr.C), 1985/86 (gr.C), 2007/08 (gr.2)
  - 3.miejsce (6x): 1959, 1980/81 (gr.B), 1986/87 (gr.C), 1987/88 (gr.A), 2017/18 (gr.B), 2018/19 (gr.B)

## Poszczególne sezony

### Rozgrywki międzynarodowe

#### Europejskie puchary
Legenda do wszystkich tabel:
- Q – runda eliminacyjna, 1/16, 1/8, 1/4, 1/2 – odpowiednia faza rozgrywek, Grupa – runda grupowa, 1r gr – pierwsza runda grupowa, 2r gr – druga runda grupowa, F – finał, R – runda, PO – play-off
- k. – rzuty karne, los. – losowanie, Dogr. – dogrywka, w. – zasada bramek strzelonych na wyjeździe

| Sezon   | Rozgrywki                 | Runda | Klub       | Dom | Wyjazd | Ogólnie |
| ------- | ------------------------- | ----- | ---------- | --- | ------ | ------- |
| 1993/94 | Puchar Zdobywców Pucharów | Q     | FC Balzers | 0–0 | 1–3    | 1–3     |

### Rozgrywki krajowe
| \| Albania \| Bilans występów klubu w rozgrywkach piłkarskich Albanii (Stan na 31 maja 2019 r.) \| \| |                                                                                   |        |       |   |   |   |    |    |     |                                                                                            |        |        |      |
| Poziom                                                                                                | Rozgrywki                                                                         | Sezony | Mecze | Z | R | P | B+ | B– | Pkt | Lata                                                                                       | Awanse | Spadki | Naj. |
| I | Kategoria e Parë/Kategoria Superiore                                              | 7      |       |   |   |   |    |    |     | 1974/75, 1992–1998                                                                         | 0      | 2      | 6    |
| II | Kategoria e Dytë/Kategoria e Parë                                                 | 24     |       |   |   |   |    |    |     | 1949, 1950–1951, 1954, 1963/64, 1965–1974, 1975/76, 1979/80, 1989–1992, 1998–2003, 2013/14 | 4      | 5      | 1    |
| III                                                                                                   | Kategoria e Tretë/Kategoria e Dytë                                                | 36     |       |   |   |   |    |    |     | 1956–1963, 1964/65, 1976–1979, 1980–1989, 2003–2013, od 2014                               | 5      | 0      | 1    |
| | Puchar Albanii                                                                    | ?      |       |   |   |   |    |    |     | od 1948                                                                                    | 0      | 0      | 2    |
| Albania                                                                                               | Bilans występów klubu w rozgrywkach piłkarskich Albanii (Stan na 31 maja 2019 r.) |        |       |   |   |   |    |    |     |                                                                                            |        |        |      |

## Struktura klubu

### Stadion
Klub piłkarski rozgrywa swoje mecze domowe na stadionie Alush Noga w Patos, który może pomieścić 4000 widzów.

### Inne sekcje
Klub prowadzi drużyny dla dzieci i młodzieży w każdym wieku.

## Kibice i rywalizacja z innymi klubami

### Rywalizacja
Największymi rywalami klubu są inne zespoły z okolic.

### Derby
- Tomori Berat
- Naftëtari Kuçova
- KS Selenicë